# 毛叶吊钟花
毛叶吊钟花（学名：Enkianthus deflexus）为杜鹃花科吊钟花属下的一个种。

## 扩展阅读
- 維基物種上的相關：毛叶吊钟花